# Tolypanthus involucratus
Tolypanthus involucratus är en tvåhjärtbladig växtart som beskrevs av Carl Ludwig von Blume. Tolypanthus involucratus ingår i släktet Tolypanthus och familjen Loranthaceae. Inga underarter finns listade i Catalogue of Life.